# Trachypodopsis rutenbergii
Trachypodopsis rutenbergii là một loài rêu trong họ Trachypodaceae. Loài này được (Müll. Hal.) M. Fleisch. mô tả khoa học đầu tiên năm 1906.